# Gasteruption assectator
Gasteruption assectator es una especie de avispa de la familia Gasteruptiidae.

## Distribución
Se distribuye por Europa, Asia y América del Norte.